# Katja Pourshirazi
Katja Pourshirazi (* 1976 in Bremen) ist die Leiterin des Overbeck-Museums in Bremen-Vegesack.

## Leben und Wirken
Nach ihrem Studium der Germanistik und Promotion in Hamburg kehrte Pourshirazi nach Bremen zurück.
Von ihrer ehemaligen Kommilitonin und Vorgängerin als Museumsleiterin, Friederike Daugelat, wurde sie 2009 als Assistentin berufen.  2011 übernahm Pourshirazi die Leitung des Overbeck-Museums.
Sie ist Urenkelin des Worpsweder Künstlers Carl Emil Uphoff.

## Publikationen
- Martin Bubers literarisches Werk zum Chassidismus. Peter Lang GmbH, 2008, ISBN 978-3-631-57578-9.
- mit Antje Modersohn und Gertrud Overbeck: Otto Modersohn und Fritz Overbeck. Dr. Cantz’sche Verlagsgesellschaft mbH, 2014, ISBN 978-3-86832-198-2.
- Fritz Overbeck und Hermine Overbeck-Rohte. Dr. Cantz’sche Verlagsgesellschaft mbH, 2020, ISBN 978-3-96912-009-5.